# 希薩爾縣
希薩爾縣是印度的一個縣，位於該國北部，由哈里亞納邦負責管轄，面積3,983平方公里，識字率為64.83%，2001年人口1,537,117，人口密度每平方公里386人。

## 外部連結
- Hisar district official website （页面存档备份，存于）